# Joeri Beunen
Joeri Beunen is een Belgisch voormalig hockeyer.

## Levensloop
Beunen begon zijn hockeycarrière bij Meerdael HC. Op 20-jarige leeftijd sloot hij aan bij KHC Leuven. Later maakte hij de overstap naar de Nederlandse competitie, alwaar hij tijdens seizoen 2000-'01 actief was bij Oranje Zwart en vervolgens twee seizoenen bij TMHC Tilburg. Hierop volgend sloot hij aan bij Royal Antwerp HC.
Daarnaast was hij  actief bij het Belgisch hockeyteam. Met de nationale selectie nam hij onder meer deel aan het Europees kampioenschap van 1995 te Dublin en de Champions Challenge van 2001 te Kuala Lumpur.